# Prêmio Felix Klein
O Prêmio Felix Klein da European Mathematical Society (EMS) e do Fraunhofer-Institut für Techno- und Wirtschaftsmathematik (ITWM) é um prêmio concedido a cada 4 anos, anunciado no Congresso Europeu de Matemática a um jovem matemático aplicado, normalmente com idade inferior a 38 anos, dotado com 5000 Euros.

## Premiados
- 2000 David Dobson ( Estados Unidos)
- 2004: não concedido
- 2008 Josselin Garnier ( França)
- 2012 Emmanuel Trélat ( França)
- 2016 Patrice Hauret ( França)[1]
- 2020 Arnulf Jentzen ( Alemanha)